# Jaan Õunapuu

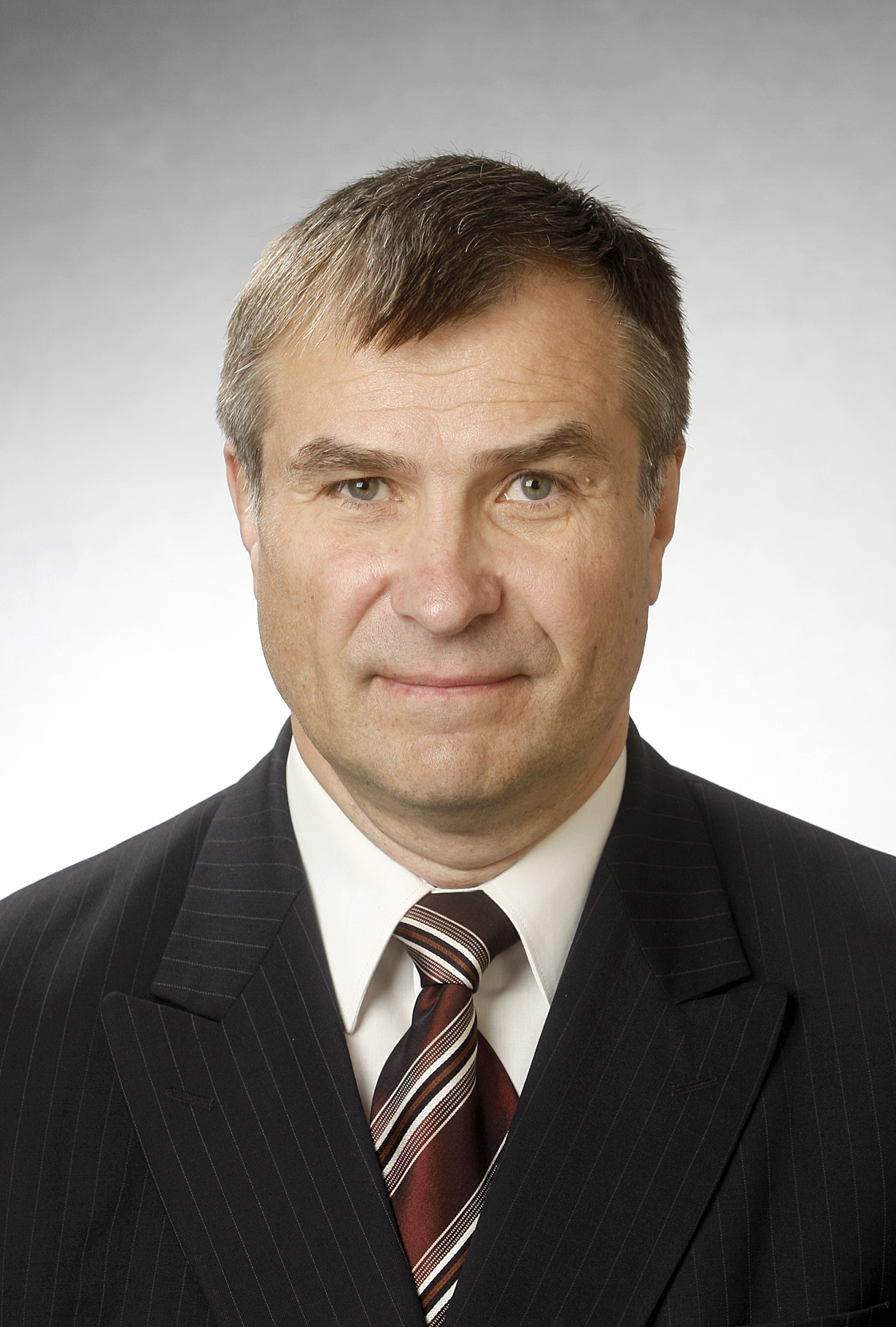
Jaan Õunapuu (2011)

Jaan Õunapuu (* 13. September 1958 in Mustjala auf der Insel Saaremaa, Estnische SSR) ist ein estnischer Politiker. Er gehört seit 13. September 2018 der Zentrumspartei an und war zuvor Mitglied der Sozialdemokraten und der Estnischen Volksunion.

## Leben
Jaan Õunapuu schloss 1977 die Schule in der Inselhauptstadt Kingissepa (heute Kuressaare) auf der größten estnischen Insel Saaremaa ab. 1982 machte er seinen Abschluss als Zooingenieur an der Estnischen Landwirtschaftsakademie (heute Estnische Universität der Umweltwissenschaften) im südestnischen Tartu.
Von 1982 bis 1983 war Õunapuu als Zooingenieur auf einer Sowchose in Puhja bei Tartu angestellt. 1984/85 war er stellvertretender Direktor eines Landwirtschaftskombinats und von 1985 bis 1990 Hauptzootechniker einer Sowchose in Luunja.
2007/2008 war Õunapuu in der freien Wirtschaft bei einem Rapsöl-Produzenten tätig. Von 2008 bis 2010 war er Geschäftsführer des Kommunalverbands des Landkreises Tartu.

### Politik
Kurz vor Wiedererlangung der estnischen Unabhängigkeit ging Õunapuu in die Politik. Von 1990 bis 1993 war er Bürgermeister der Landgemeinde Luunja. Von 1993 bis 2003 bekleidete er das Amt des Landrats des Landkreises Tartu.
Im November 2002 trat Õunapuu der agrarisch orientierten Estnischen Volksunion (Eestimaa Rahvaliit) bei. Von April 2003 bis April 2005 war Õunapuu Regionalminister der Republik Estland in der Koalitionsregierung von Ministerpräsident Juhan Parts. Dasselbe Amt hatte er von April 2005 bis April 2007 in der Regierung von Ministerpräsident Andrus Ansip inne.
Ab Mai 2010 war Õunapuu Abgeordneter im estnischen Parlament (Riigikogu). Ein Jahr später trat er aus der im Niedergang befindlichen Estnischen Volksunion aus. Er schloss sich wie andere führende Parteimitglieder der Sozialdemokratischen Partei (SDE) an.
Nachdem er bei den Wahlen 2015 kein Abgeordnetenmandat erringen konnte, wechselte er im Vorfeld der Parlamentswahl 2019 zur Zentrumspartei. Der Einzug in den Riigikogu blieb ihm aber auch diesmal wieder verwehrt.

### Privates
Jaan Õunapuu ist verheiratet. Er hat einen Sohn und eine Tochter.